# Echavarren
Echavarren, Etchavarren en el País Vasco francés o Etxabarren (grafía normativa actual) es un apellido vasco originario de Navarra, cuyo significado etimológico es "la parte o terreno inferior de la casa", de etxe (casa) y barren (extremo inferior, parte de abajo).

## El apellido en la actualidad
Se encuentra principalmente en Navarra siendo el 1434º apellido más común, con 76 habitantes que lo poseen como primer apellido y 72 como segundo apellido. Es escaso fuera de este territorio aunque está presente en Madrid, Vizcaya y Guipúzcoa. También hay ramas familiares en Uruguay, Brasil y Estados Unidos.

## El escudo de armas

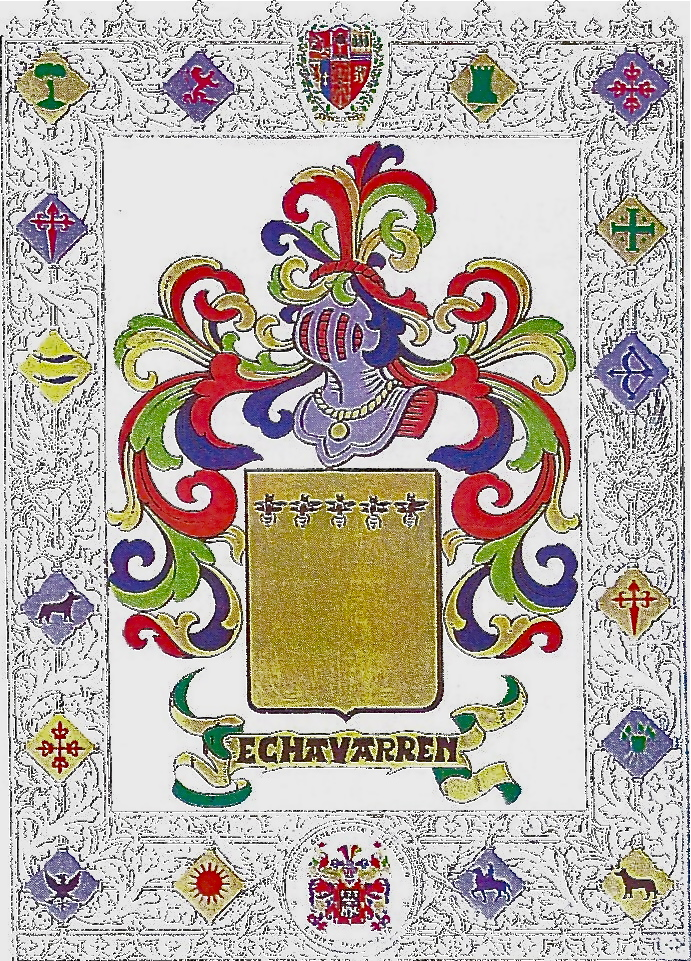

En campo de oro, cinco abejas, de su color, puestas en jefe.

### Historia
El escudo aparece inicialmente desde el siglo XI al XIV, particularmente en la campaña de Don Lope Diaz de Haro contra Sancho el Fuerte de Navarra, formando parte de las tropas que se apoderaron de varios castillos y poblaciones. Las referencias de esta familia parecen precisarse con más frecuencia desde el siglo XV al XIX en especial los hechos de la promoción del cultivo de la caña de azúcar en las Antillas en 1644.[cita requerida]